# Halymeniales
Ordre
Les Halymeniales sont un ordre d'algues rouges de la sous-classe des Rhodymeniophycidae, dans la classe des Florideophyceae. 

## Liste des familles
Selon AlgaeBase (2 août 2013) et World Register of Marine Species (2 août 2013) :
- famille Halymeniaceae Kützing
- famille Tsengiaceae G.W.Saunders & Kraft

Selon ITIS (2 août 2013) :
- famille des Cryptonemiaceae
- famille des Dermocorynidaceae
- famille des Grateloupiaceae

Selon NCBI (2 août 2013) :
- famille des Halymeniaceae
  - genre Aeodes
  - genre Carpopeltis
  - genre Codiophyllum
  - genre Cryptonemia
  - genre Epiphloea
  - genre Gelinaria
  - genre Glaphyrosiphon
  - genre Grateloupia
  - genre Halymenia
  - genre Isabbottia
  - genre Norrissia
  - genre Pachymenia
  - genre Pachymeniopsis
  - genre Polyopes
  - genre Prionitis
  - genre Sinotubimorpha
  - genre Thamnoclonium
  - genre Yonagunia
  - genre Zymurgia
- famille des Tsengiaceae
  - genre Tsengia